# Нефёдова, Раиса Геннадьевна
Раиса Геннадьевна Нефёдова (род. 19 февраля 1947, Ушур, Удмуртская АССР) — удмуртская актриса. Народная артистка Удмуртской Республики (1994).

## Биография
Раиса Нефёдова родилась 19 февраля 1947 года в деревне Ушур, Балезинского района Удмуртии в семье крестьян. В 1965 году окончила среднюю школу села Нововолково, после чего работала воспитателем в Ушурской школе, секретарём комсомольской организации колхоза «Ушур».
С 1968 по 1973 годы училась в Москве в Театральном училище им. Б. В. Щукина. Вернувшись в Удмуртию с дипломом актрисы драмы, кино и эстрады, приступила к работе в Удмуртском драматическом театре (ныне Государственный национальный театр Удмуртской Республики).
На счету Раисы Геннадьевны свыше ста разноплановых ролей, сыгранных ею в спектаклях как на русском, так и на удмуртском языке. Роль Катерины в «Мае кизид, сое аралод» (в переводе с удм. — «Что посеешь, то и пожнёшь») в её исполнении была признана одной из лучших женских ролей сезона 1992 года.
Помимо актёрской деятельности Нефёдова принимала участие в дублировании художественных фильмов на удмуртский язык.

## Избранные спектакли и роли
- «Женитьба» Н. Гоголя — Арина Пантелеймоновна
- «Машенька» А. Афиногенова — Нина Александровна
- «Катерина Измайлова» Н. Лескова — Мария
- «Выходили бабки замуж» Ф. Булякова — Поля
- «Мае кизид, сое аралод» (с удм. — «Что посеешь, то и пожнёшь») — Катерина
- «Вордӥськон» (с удм. — «Рождение») И. Гаврилова и А. Блинова — Варвара
- «Жингрес сӥзьыл» (с удм. — «Звонкая осень») И. Гаврилова — Балышкен
- «Пужъятэм дэрем» (с удм. — «Вышитая рубашка») И. Гаврилова — Грациана
- «Асьмелэн со одӥг» (с удм. — «Наша единственная») Е. Загребина — Дарья
- «Эмезь кисьмаку» (с удм. — «Малиновая пора») А. Григорьева — Иванова
- «Атас Гири» (с удм. — «Гришка Петухов») А. Григорьева — Матрон